# Toàn quyền Ấn Độ
Phó vương và Toàn quyền Ấn Độ (Tiếng Anh: Viceroy and governor-general of India; 1773 - 1950, từ 1858 đến 1947 được gọi là Phó vương và Toàn quyền Ấn Độ) là đại diện của quân chủ Vương quốc Anh tại Ấn Độ thuộc Anh và sau khi Ấn Độ độc lập vào năm 1948, là đại diện của nguyên thủ quốc gia Lãnh thổ tự trị Ấn Độ. Văn phòng được thành lập vào năm 1773, với chức danh là toàn quyền của Pháp đài William (Tỉnh Bengal). Viên chức đứng đầu cơ quan này chỉ có quyền kiếm soát trực tiếp đối với Pháo đài William (nằm ở Calcutta, thuộc địa Bengal), nhưng có nhiệm vụ giám sát các quan chức khác của Công ty Đông Ấn Anh ở Ấn Độ. Toàn bộ quyền lực điều hành tại Ấn Độ được trao vào năm 1833, và quan chức này được gọi là Toàn quyền Ấn Độ (governor-general of India).
Năm 1858, do hậu quả của cuộc Khởi nghĩa Ấn Độ 1857, các lãnh thổ và tài sản do Công ty Đông Ấn Anh kiểm soát tại Ấn Độ đã được giao lại cho Hoàng gia Anh. Toàn quyền được bổ nhiệm để đứng đầu chính phủ trung ương tại Ấn Độ, quản lý các tỉnh của Ấn Độ thuộc Anh, bao gồm Punjab, Bengal, Bombay, Madras, các Tỉnh thống nhất và lãnh thổ khác. Tuy nhiên phần lớn Ấn Độ không được Chính phủ Anh cai trị trực tiếp, ngoài các tỉnh của Ấn Độ thuộc Anh, còn có hàng trăm lãnh địa được cai quản bởi các gia tộc độc lập trên danh nghĩa và các Phiên vương quốc được cai trị bởi các hoàng tộc với tước hiệu phiên vương. Các thực thể này có mối quan hệ không phải với chính phủ Anh hoặc Vương quốc Anh, mà là một sự tôn kính trực tiếp dành cho Quân chủ Anh với tư cách là người kế vị chủ quyền của Đế quốc Mogul. Từ năm 1858, để phản ánh vai trò bổ sung mới của Toàn quyền với tư cách là đại diện của quốc vương trong việc tái lập các mối quan hệ trung thành với các phiên quốc, chức danh Phó vương được bổ sung thêm vô cho người giữ vị trí Toàn quyền, vì thế tên gọi đầy đủ là Phó vương và Toàn quyền Ấn Độ (viceroy and governor-general of India). Chức danh này được gọi rút gọn thành "Phó vương Ấn Độ".
Chức danh Phó vương đã bị bãi bỏ khi Ấn Độ thuộc Anh tách thành hai thực thể độc lập là Ấn Độ và Pakistan, nhưng văn phòng Toàn quyền vẫn tiếp tục tồn tại ở hai quốc gia này cho đến khi mỗi quốc gia thông qua hiến pháp cộng hoà lần lượt vào năm 1950 và 1956.
Cho đến năm 1858, các Toàn quyền đều được lựa chọn bởi " Court of Directors of the East India Company". Sau đó được chuyển lên Hoàng gia Anh và chính thức được bổ nhiệm bởi quốc vương Anh theo lời khuyên của chính phủ. Bộ trưởng Ấn Độ, một thành viên của Nội các Vương quốc Anh, chịu trách nhiệm hướng dẫn và điều phối các Toàn quyền Ấn Độ thực hiện quyền hạn của mình. Sau năm 1947, chính phủ tiếp tục bổ nhiệm toàn quyền, nhưng thực hiện theo lời tư vấn của Chính phủ Ấn Độ.
Các Toàn quyền theo thông lệ phục vụ theo nhiệm kỳ 5 năm, nhưng trên thực tế thì họ có thể giữ vị trí này bao lâu tuỳ vào sự tín nhiệm của Chính phủ và Hoàng gia Anh dành cho họ. Nếu một Toàn quyền bị cách chức, hoặc rời đi thì một Toàn quyền tạm thời sẽ được bổ nhiệm cho đến khi Vương quốc Anh chọn ra được một Toàn quyền mới. Toàn quyền đầu tiên ở Ấn Độ (Tỉnh Bengal) là Warren Hastings; Toàn quyền chính thức đầu tiên của Ấn Độ thuộc Anh là Lãnh chúa William Bentinck; Toàn quyền đầu tiên của Lãnh thổ tự trị Ấn Độ là Lãnh chúa Mountbatten

## Lịch sử

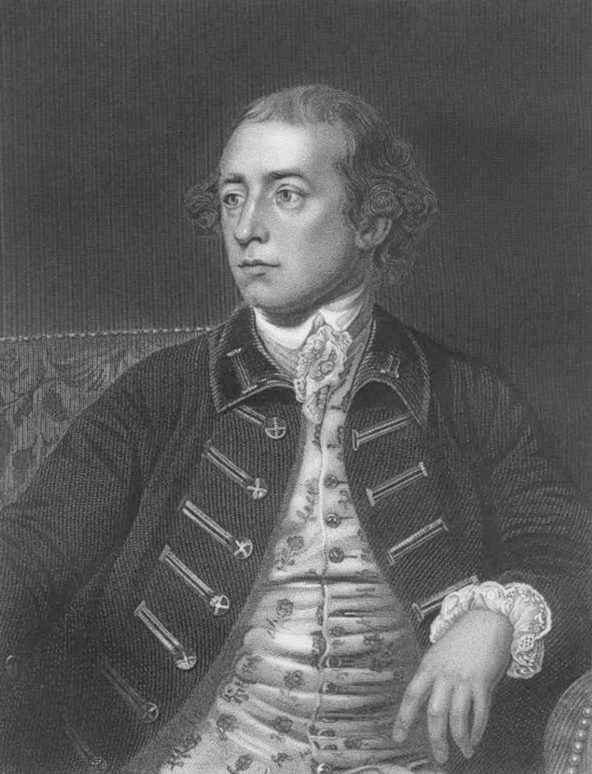
Warren Hastings, toàn quyền đầu tiên của Pháo đài William từ năm 1773 đến năm 1785.

Nhiều vùng của Tiểu lục địa Ấn Độ được quản lý bởi Công ty Đông Ấn Anh (thành lập năm 1600), trên danh nghĩa, công ty này đóng vai trò là đại lý của các Hoàng đế Moghul. Các quản lý người Anh thời kỳ đầu tiên được gọi là Chủ tịch (president) hoặc Thống đốc (governor) của Tỉnh Bengal. Năm 1773, vì tình trạng tham nhũng trong công ty, chính phủ Anh đã nắm quyền kiểm soát một phần sự quản lý của Ấn Độ với việc thông qua Đạo luật điều tiết năm 1773. Một viên Toàn quyền và Hội đồng tối cao của Bengal được bổ nhiệm để cai trị thuộc địa Bengal. Toàn quyền và Hội đồng đầu tiên được nêu tên trong Đạo luật.
Đạo luật Saint Helena 1833 đã thay thế toàn quyền và Hội đồng Bengal bằng toàn quyền và Hội đồng Ấn Độ. Quyền bầu cử vị trí toàn quyền vẫn nằm trong tay của "Court of Directors" của Công ty Đông Ấn Anh, nhưng sự lựa chọn này phải được thông qua bởi Uỷ ban Ấn Độ (là một nhánh của Chính phủ Vương quốc Anh chịu trách nhiệm quản lý lợi ích của chính phủ đối với Ấn Độ thuộc Anh và Công ty Đông Ấn giữa năm 1784 và 1858).
Sau cuộc Khởi nghĩa Ấn Độ 1857, các vùng lãnh thổ của Công ty Đông Ấn ở Ấn Độ được đặt dưới sự kiểm soát trực tiếp của chính quyền. Đạo luật Chính phủ Ấn Độ 1858 trao quyền bổ nhiệm Toàn quyền. Sau đó viên Toàn quyền có quyền bổ nhiệm tất cả các thống đốc khu vực khác ở Ấn Độ.
Ấn Độ và Pakistan giành được độc lập vào năm 1947, các Toàn quyền tiếp tục được bổ nhiệm cho mỗi quốc gia cho đến khi các quốc gia này thông qua hiến pháp cộng hoà. Louis Mountbatten, Bá tước Mountbatten thứ nhất của Miến Điện, vẫn là toàn quyền của Ấn Độ một thời gian nữa sau khi quốc gia này giành quyền tự trị. Sau khi Mountbatten được miễn nhiệm, 2 quốc gia này có Toàn quyền người bản xứ đầu tiên cho đến khi trở thành một quốc gia cộng hoà.

## Chức năng

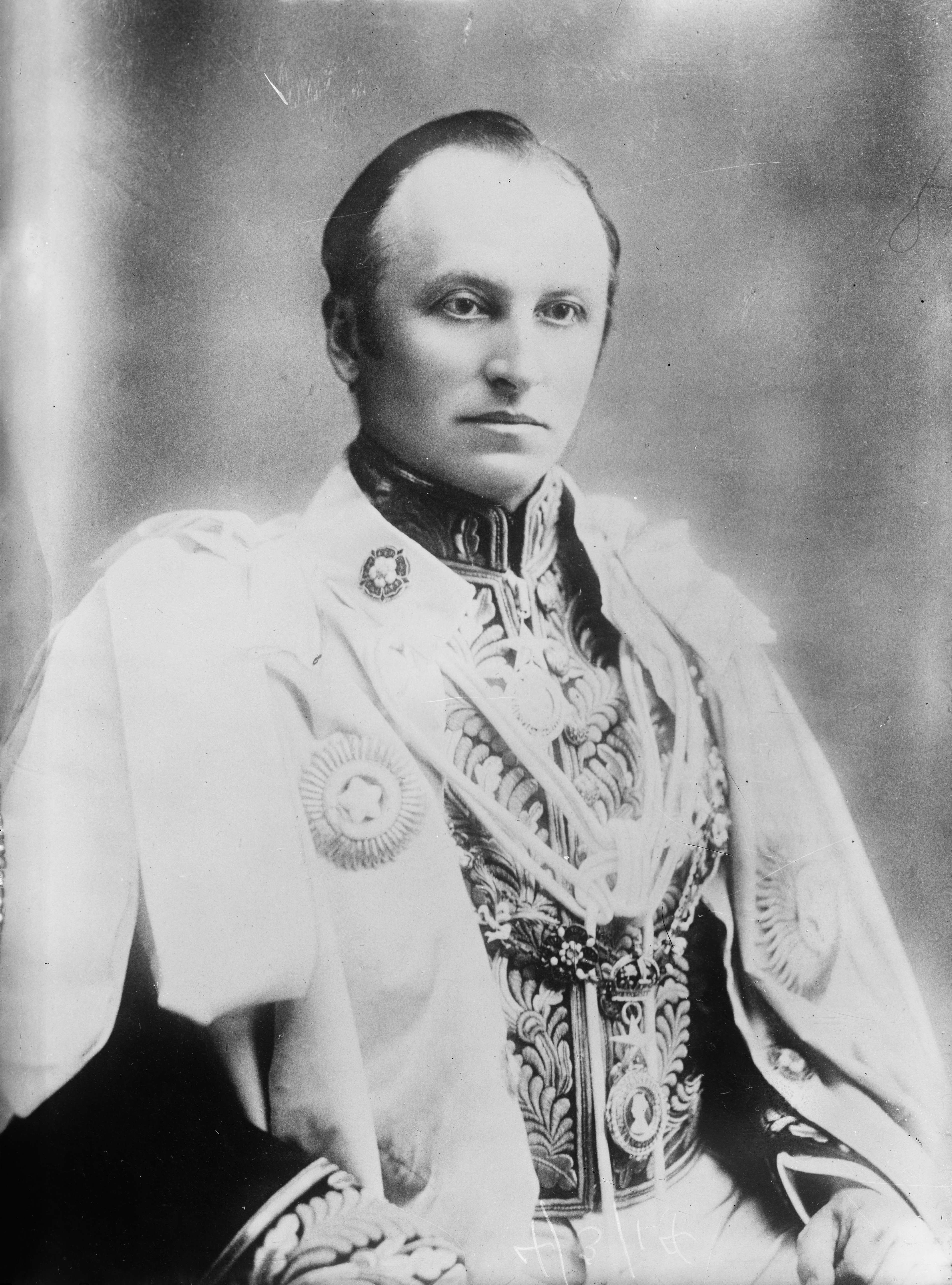
Lãnh chúa Curzon trong trang phục áo choàng với tư cách là phó vương của Ấn Độ, một chức vụ mà ông giữ từ năm 1899 đến năm 1905.

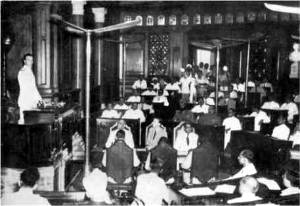
Lãnh chúa Mountbatten phát biểu trước Văn phòng các Phiên vương với tư cách là Đại diện của Quân chủ Anh vào những năm 1940

Toàn quyền ban đầu chỉ có quyền hành bó hẹp trong phạm vi Pháo đài William ở Bengal. Tuy nhiên, Đạo luật điều tiết đã trao cho họ những quyền hạn bổ sung liên quan đến các vấn đề đối ngoại và quốc phòng. Các nhà quản trị thuộc địa khác của Công ty Đông Ấn tại Madras, Bombay và Bencoolen không được phép tuyên chiến hoặc giảng hoà với các Phiên vương quốc ở Ấn Độ mà phải nhận được sự chấp thuận trước của Toàn quyền và Hội đồng Pháo đài William.
Quyền hạn của viên Toàn quyền đối với các vấn đề đối ngoại, được tăng lên bởi Đạo luật Ấn Độ 1784. Đạo luật quy định rằng các thống đốc khác thuộc Công ty Đông Ấn không được tuyên chiến, giảng hoà hoặc ký kết hiệp ước với các Phiên vương quốc Ấn Độ trừ khi được chỉ đạo rõ ràng để làm như vậy từ Toàn quyền hoặc bởi "Court of Director" của Công ty Đông Ấn Anh.
Trong khi Toàn quyền trở thành người kiểm soát chính sách đối ngoại ở Ấn Độ, ông không phải là người đứng đầu rõ ràng của Ấn Độ thuộc Anh. Địa vị đó chỉ đến thông qua Đạo luật Hiến chương 1883, đạo luật đã cấp cho ông "quyền giám sát, chỉ đạo và kiểm soát toàn bộ Chính phủ dân sự và quân sự" của toàn bộ Ấn Độ thuộc Anh. Đạo luật cũng trao quyền lập pháp cho Toàn quyền và Hội đồng.
Sau năm 1858, toàn quyền (ngày nay thường được gọi là phó vương) đóng vai trò là người quản lý chính của Ấn Độ và là đại diện của quân chủ Vương quốc Anh. Ấn Độ được chia thành nhiều tỉnh, mỗi tỉnh có một viên Thống đốc, Phó thống đốc, Uỷ viên trưởng hay Quản trị viên đứng đầu. Các Thống đốc được bổ nhiệm bởi Chính phủ Anh và chịu trách nhiệm trực tiếp trước cơ quan này. Tuy nhiên các Phó thống đốc, các Uỷ viên trưởng và các Quản trị viên sẽ được bổ nhiệm bởi các Phó vương. Các Phó vương cũng là người giám sát tối cao đối với những quân chủ của các Phiên vương quốc quyền lực nhất, như: Nizam của Hyderabad, Maharaja của Mysore, Maharaja của Scindia và Nhà nước Gwalior, Maharaja của Jammu và Kashmir và Gaekwad (Gaekwar) Maharaja của Nhà nước Baroda. Các phiên quốc vừa và nhỏ còn lại được giám sát bởi Cơ quan Rajputana và Cơ quan Trung ương Ấn Độ, do đại diện của Phó vương hoặc chính quyền cấp tỉnh đứng đầu.
Văn phòng các Phiên vương là một tổ chức được thành lập vào năm 1920 bởi Tuyên ngôn Hoàng gia của vua George V, với mục đích cung cấp một diễn đàn trong đó các nhà cai trị phiên vương quốc có thể nói lên nhu cầu và nguyện vọng của họ với chính phủ. Hội đồng thường chỉ họp mỗi năm một lần, với sự chủ trì của phó vương, nhưng có một Uỷ ban thường vụ thuộc tổ chức này nhóm họp thường xuyên hơn.
Sau khi độc lập vào tháng 8/1947, chức danh Phó vương bị bãi bỏ. Người đại diện Vương quốc Anh một lần nữa được gọi là Toàn quyền. C. Rajagopalachari trở thành toàn quyền Ấn Độ người bản xứ đầu tiên và duy nhất. Tuy nhiên, từ khi Ấn Độ được trao quyền tự trị vào năm 1947, vị trí Toàn quyền chỉ là nghi lễ, trong khi đó quyền lực thực sự thuộc về Thủ tướng và Nội cạc Ấn Độ. Sau khi quốc gia này trở thành một nước Cộng hoà vào năm 1950, Tổng thống Ấn Độ tiếp tục thực hiện các chức năng nghi lễ tương tự.

## Hội đồng

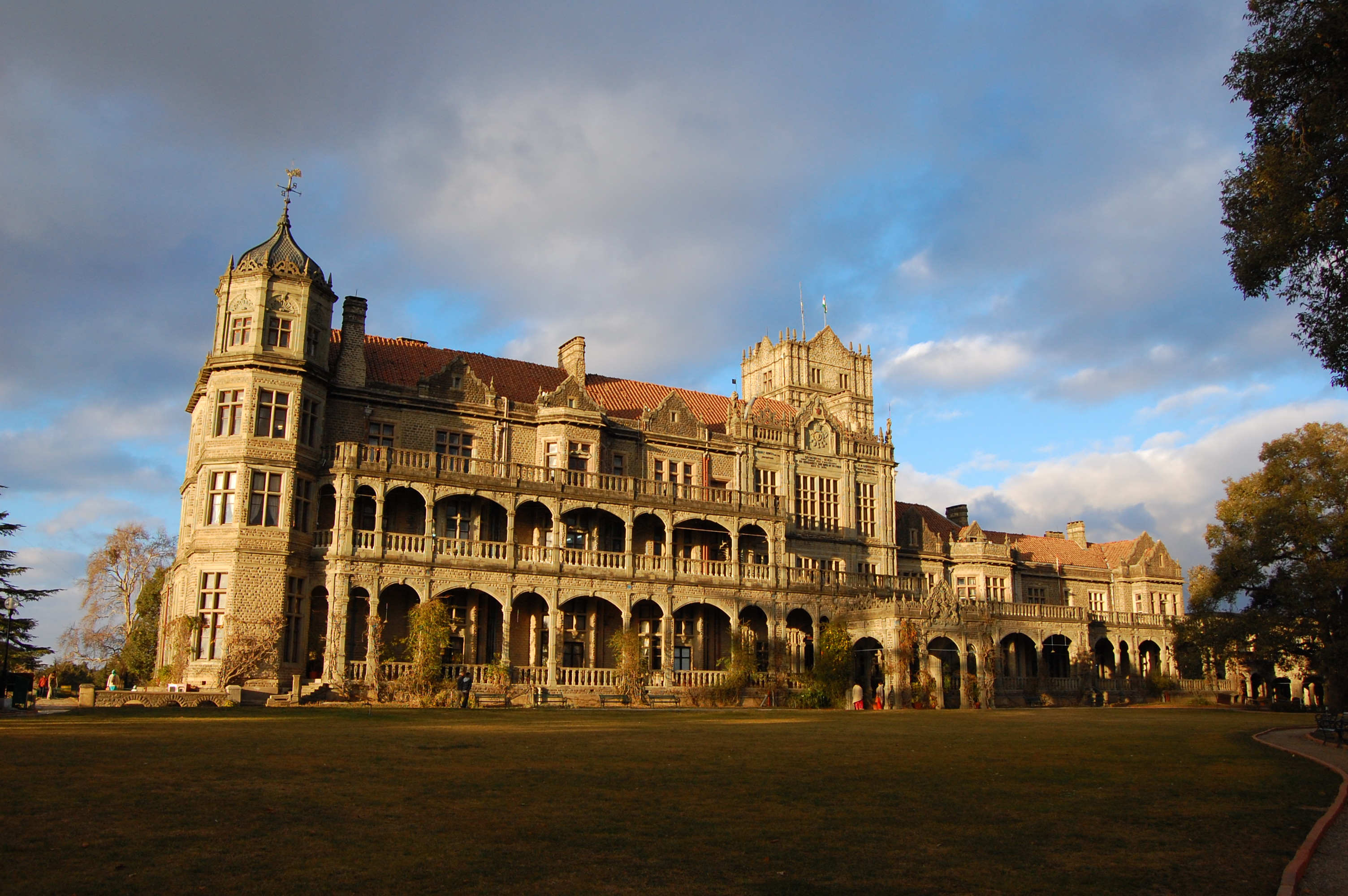
Viceregal Lodge ở Simla, được xây dựng vào năm 1888, là dinh thự mùa hè của Phó vương Ấn Độ

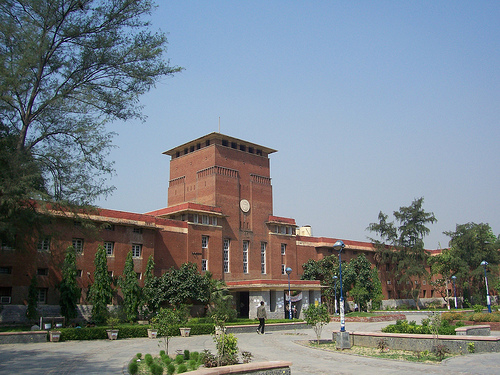
Viceregal Lodge, Delhi, nơi Phó vương Hardinge ở (1912–31), hiện là tòa nhà chính của Đại học Delhi

Toàn quyền luôn được cố vấn bởi một Hội đồng về việc thực hiện các quyền lập pháp và hành pháp của mình. Đạo luật Điều chỉnh 1773 quy định việc bầu chọn Hội đồng gồm 4 cố vấn và Toàn quyền sẽ được hỗ trợ bởi hội đồng này, các quyết định của hội đồng có tính ràng buộc đối với Toàn quyền.
Năm 1784, hội đồng được giảm xuống còn 3 thành viên; Năm 1786, quyền lực của Toàn quyền đã được gia tăng hơn nữa, khi các quyết định của Hội đồng không còn tính ràng buộc.
Đạo luật Hiến chương 1833 đã có những thay đổi sâu hơn đối với cấu trúc của Hội đồng. Đây là đạo luật đầu tiên phân biệt giữa quyền hành pháp và lập pháp của Toàn quyền. Theo quy định của đạo luật, 4 thành viên của Hội đồng do "Court of Director" của Công ty Đông Ấn Anh bầu ra. 3 thành viên đầu tiên được phép tham gia vào tất cả các quyền bỏ phiếu và tham vấn cho toàn quyền, nhưng thành viên thứ tư chỉ được phép ngồi và biểu quyết khi các luật đang còn tranh luận.
Năm 1858, "Court of Director" không còn quyền bầu ra các thành viên của Hội đồng. Thay vào đó, một thành viên chỉ có chức năng bỏ phiếu được hoàng gia chỉ định và 3 thành viên còn lại do Bộ trưởng Ấn Độ thuộc Nội các Chính phủ Anh chỉ định.
Đạo luật Hội đồng Ấn Độ 1861 đã thực hiện một số thay đổi đối với thành phần của Hội đồng. 3 thành viên sẽ được bổ nhiệm bởi Bộ trưởng Ấn Độ, và 2 thành viên còn lại bởi Hoàng gia. Quyền bổ nhiệm tất cả 5 thành viên Hội đồng được trao cho Quân chủ Anh vào năm 1869. Phó vương được trao quyền bổ nhiệm thêm 6 đến 12 thành viên (thay đổi từ 10 thành 16 vào năm 1892, và 60 vào năm 1909).
Năm 1919, một cơ quan lập pháp của Ấn Độ, bao gồm Hội đồng Nhà nước và Hội đồng lập pháp, tiếp quản các chức năng lập pháp của Hội đồng Phó vương. Tuy nhiên, Phó vương vẫn giữ được quyền lực đáng kể về lập pháp. Phó vương có thể chi tiền mà không cần sự đồng ý của Cơ quan lập pháp cho các mục đích "giáo hội, chính trị, quốc phòng" và cho bất kỳ mục đích nào trong "trường hợp khẩn cấp". Phó vương còn được phép phủ quyết, hoặc thậm chí ngừng tranh luận về bất kỳ dự luật nào. Nếu Phó vương đề nghị thông qua dự luật, nhưng không được sự đồng thuận của 1 trong 2 cơ quan, phó vương vẫn có thể tuyên bố thông qua. Cơ quan Lập pháp không có thẩm quyền về các vấn đề đối ngoại và quốc phòng. Chủ tịch Hội đồng Nhà nước do Phó vương bổ nhiệm; Trong khi đó Cơ quan Lập pháp sẽ tự bầu ra chủ tịch của cơ quan mình, nhưng cuộc bầu cử cần có sự chấp thuận của Phó vương.

## Nơi cư trú

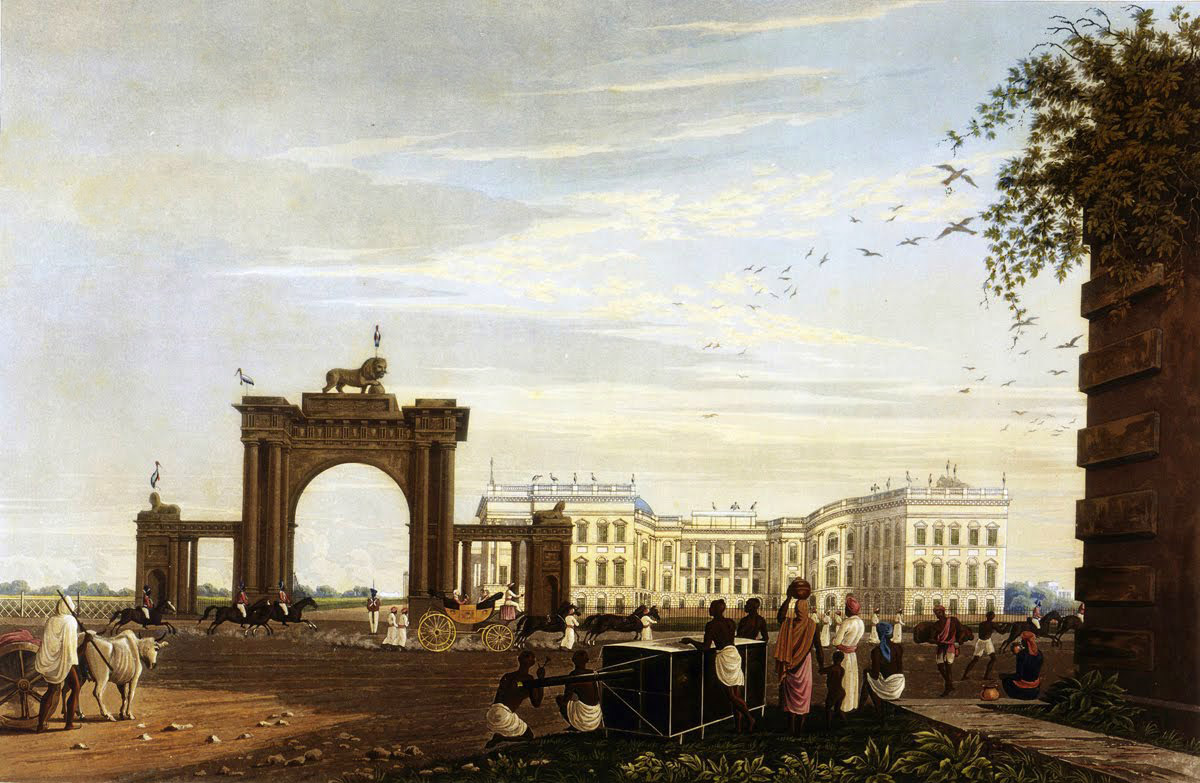
Tòa nhà Chính phủ từng là dinh thự của Toàn quyền trong thế kỷ XIX.

Các viên Toàn quyền của Pháo đài William cư trú tại Belvedere Estate, Calcutta, cho đến đầu thế kỷ XIX, khi Toà nhà Chính phủ được xây dựng. Năm 1854, Thống đốc của Bengal đến cư trú tại Belvedere House, khi Toàn quyền chuyển đến toà nhà mới xây. Ngày nay, Belvedere House trở thành Thư viện Quốc gia Ấn Độ.
Toàn quyền Lãnh chúa Wellesley, tác giả của câu nói "Ấn Độ nên được quản lý từ một cung điện, chứ không phải từ một ngôi nhà ở nông thôn", chính ông đã cho xây dựng một dinh thự lớn, được gọi là Toà nhà Chính phủ ở Calcutta, từ năm 1799 đến 1833. Dinh thự vẫn được sử dụng cho đến khi thủ đô chuyển từ Calcutta đến Delhi vào năm 1912. Sau đó dinh thự này trở thành nơi cư trú của Thống đốc Bengal, người trước đó cư trú tại Belvedere House. Từ đó nó trở thành dinh thự của Thống đốc bang Tây Bengal của Ấn Độ, và được gọi tên bằng tiếng Bengal là Raj Bhavan.
Sau khi thủ đô chuyển từ Calcutta đến Delhi, dinh thự của Phó vương được tiến hành xây dựng, do Edwin Lutyens thiết kế. Mặc dù việc xây dựng bắt đầu vào năm 1912, nhưng đến tận 1929 vẫn chưa kết thúc, đến năm 1931 mới được khánh thành. Chi phí xây dựng vượt qua con số 877.000 bảng Anh (hơn 35.000.000 bảng nếu tính theo thời giá hiện tại) - nhiều hơn gấp đôi so với hoạch toán ban đầu. Ngày nay, dinh thự này được biết đến với tên bằng tiếng Hindi - Rashtrapati.

## Danh sách các Toàn quyền Ấn Độ
| Chân dung                                                                                         | Tên                                                     | Thời gian tại vị | Thời gian tại vị | Đơn vị Chỉ định                 |
| ------------------------------------------------------------------------------------------------- | ------------------------------------------------------- | ---------------- | ---------------- | ------------------------------- |
| Trước năm 1773, Toàn quyền của Pháo đài William được đặt gọi là Thống đốc của Bengal (1757–1772). |                                                         |                  |                  |                                 |
| Toàn quyền của Pháo đài William (1773–1833)                                                       |                                                         |                  |                  |                                 |
|                                                                                                   | Warren Hastings                                         | 20/10 1773       | 8/2 1785         | Công ty Đông Ấn Anh (1773–1858) |
|                                                                                                   | John Macpherson (Tạm quyền)                             | 8/2 1785         | 12/9 1786        | Công ty Đông Ấn Anh (1773–1858) |
|                                                                                                   | Charles Cornwallis, Hầu tước Cornwallis                 | 12/9 1786        | 28/10 1793       | Công ty Đông Ấn Anh (1773–1858) |
|                                                                                                   | John Shore                                              | 28/10 1793       | 18/03 1798       | Công ty Đông Ấn Anh (1773–1858) |
|                                                                                                   | Alured Clarke (tạm quyền)                               | 18/3 1798        | 18/5 1798        | Công ty Đông Ấn Anh (1773–1858) |
|                                                                                                   | Richard Wellesley, Bá tước Mornington                   | 18/5 1798        | 30/7 1805        | Công ty Đông Ấn Anh (1773–1858) |
|                                                                                                   | Hầu tước Cornwallis                                     | 30/7 1805        | 5/10 1805        | Công ty Đông Ấn Anh (1773–1858) |
|                                                                                                   | Sir George Barlow, Bt (tạm quyền)                       | 10/10 1805       | 31/7 1807        | Công ty Đông Ấn Anh (1773–1858) |
|                                                                                                   | Lãnh chúa Minto                                         | 31/7 1807        | 4/10 1813        | Công ty Đông Ấn Anh (1773–1858) |
|                                                                                                   | Francis Rawdon-Hastings, Hầu tước thứ nhất của Hastings | 4/10 1813        | 9/1 1823         | Công ty Đông Ấn Anh (1773–1858) |
| không khung                                                                                       | John Adam (tạm quyền)                                   | 9/1 1823         | 1/8 1823         | Công ty Đông Ấn Anh (1773–1858) |
|                                                                                                   | Lãnh chúa Amherst                                       | 1/8 1823         | 13/3 1828        | Công ty Đông Ấn Anh (1773–1858) |
| không khung                                                                                       | William Butterworth Bayley (tạm quyền)                  | 13/3 1828        | 4/7 1828         | Công ty Đông Ấn Anh (1773–1858) |
| Toàn quyền Ấn Độ (1834–1858)                                                                      |                                                         |                  |                  |                                 |
|                                                                                                   | Lãnh chúa William Bentinck                              | 4/7 1828         | 20/3 1835        | Công ty Đông Ấn Anh (1773–1858) |
|                                                                                                   | Charles Metcalfe, Bt (tạm quyền)                        | 20/3 1835        | 4/3 1836         | Công ty Đông Ấn Anh (1773–1858) |
|                                                                                                   | Lãnh chúa Auckland                                      | 4/3 1836         | 28/2 1842        | Công ty Đông Ấn Anh (1773–1858) |
|                                                                                                   | Lãnh chúa Ellenborough                                  | 28/2 1842        | 6 1844           | Công ty Đông Ấn Anh (1773–1858) |
| không khung                                                                                       | William Wilberforce Bird (tạm quyền)                    | 6 1844           | 23/7 1844        | Công ty Đông Ấn Anh (1773–1858) |
|                                                                                                   | Henry Hardinge                                          | 23/7 1844        | 12/1 1848        | Công ty Đông Ấn Anh (1773–1858) |
|                                                                                                   | Bá tước Dalhousie                                       | 12/1 1848        | 28/2 1856        | Công ty Đông Ấn Anh (1773–1858) |
|                                                                                                   | Hầu tước Canning                                        | 28/2 1856        | 31/10 1858       | Công ty Đông Ấn Anh (1773–1858) |
| Phó vương và Toàn quyền Ấn Độ (1858–1947)                                                         |                                                         |                  |                  |                                 |
|                                                                                                   | Hầu tước Canning                                        | 1/11 1858        | 21/3 1862        | Victoria của Anh (1837–1901)    |
|                                                                                                   | Bá tước Elgin                                           | 21/3 1862        | 20/11 1863       | Victoria của Anh (1837–1901)    |
|                                                                                                   | Robert Napier (tạm quyền)                               | 21/11 1863       | 2/12 1863        | Victoria của Anh (1837–1901)    |
|                                                                                                   | William Denison (tạm quyền)                             | 2/12 1863        | 12/1 1864        | Victoria của Anh (1837–1901)    |
|                                                                                                   | Sir John Lawrence, Bt                                   | 12/1 1864        | 12/1 1869        | Victoria của Anh (1837–1901)    |
|                                                                                                   | Bá tước của Mayo                                        | 12/1 1869        | 8/2 1872         | Victoria của Anh (1837–1901)    |
|                                                                                                   | Sir John Strachey (tạm quyền)                           | 9/2 1872         | 23/2 1872        | Victoria của Anh (1837–1901)    |
|                                                                                                   | Lãnh chúa Napier (tạm quyền)                            | 24/2 1872        | 3/5 1872         | Victoria của Anh (1837–1901)    |
|                                                                                                   | Lãnh chúa Northbrook                                    | 3/5 1872         | 12/4 1876        | Victoria của Anh (1837–1901)    |
|                                                                                                   | Lãnh chúa Lytton                                        | 12/4 1876        | 8/6 1880         | Victoria của Anh (1837–1901)    |
|                                                                                                   | Hầu tước Ripon                                          | 8/6 1880         | 13/12 1884       | Victoria của Anh (1837–1901)    |
|                                                                                                   | Bá tước Dufferin                                        | 13/12 1884       | 10/12 1888       | Victoria của Anh (1837–1901)    |
|                                                                                                   | Hầu tước Lansdowne                                      | 10/12 1888       | 11/10 1894       | Victoria của Anh (1837–1901)    |
|                                                                                                   | Bá tước Elgin                                           | 11/10 1894       | 6/1 1899         | Victoria của Anh (1837–1901)    |
|                                                                                                   | Lãnh chúa Curzon của Kedleston                          | 6/1 1899         | 18/11 1905       | Victoria của Anh (1837–1901)    |
|                                                                                                   | Bá tước Minto                                           | 18/11 1905       | 23/11 1910       | Edward VII (1901–1910)          |
|                                                                                                   | Lãnh chúa Hardinge của Penshurst                        | 23/11 1910       | 4/4 1916         | George V (1910–1936)            |
|                                                                                                   | Lãnh chúa Chelmsford                                    | 4/4 1916         | 2/4 1921         | George V (1910–1936)            |
|                                                                                                   | Bá tước Reading                                         | 2/4 1921         | 3/4 1926         | George V (1910–1936)            |
|                                                                                                   | Lãnh chúa Irwin                                         | 3/4 1926         | 18/4 1931        | George V (1910–1936)            |
|                                                                                                   | Bá tước Willingdon                                      | 18/4 1931        | 18/4 1936        | George V (1910–1936)            |
|                                                                                                   | Hầu tước Linlithgow                                     | 18/4 1936        | 1/10 1943        | Edward VIII (1936)              |
|                                                                                                   | Hầu tước Wavell                                         | 1/10 1943        | 21/2 1947        | George VI (1936–1952)           |
|                                                                                                   | Tử tước Mountbatten của Miến Điện                       | 21/2 1947        | 15/8 1947        | George VI (1936–1952)           |
| Toàn quyền của Lãnh thổ tự trị Ấn Độ (1947–1950)                                                  |                                                         |                  |                  |                                 |
|                                                                                                   | Tử tước Mountbatten của Miến Điện                       | 15/8 1947        | 21/6 1948        | George VI (1936–1952)           |
|                                                                                                   | Chakravarti Rajagopalachari                             | 21/6 1948        | 26/1 1950        | George VI (1936–1952)           |